# Synaksarion
Synaksarion, synaksariusz (gr. Συναξάριον, od συναγειν – zbierać razem) – księga liturgiczna zawierająca krótkie życiorysy świętych na każdy dzień roku liturgicznego (w roku przejściowym). Używana w kościele prawosławnym i kościołach przedchalcedońskich. W Kościele katolickim jej odpowiednikiem jest Martyrologium, odczytywane zazwyczaj w klasztorach.